# Гірські штати
44°24′ пн. ш. 110°36′ зх. д. / 44.4° пн. ш. 110.6° зх. д.

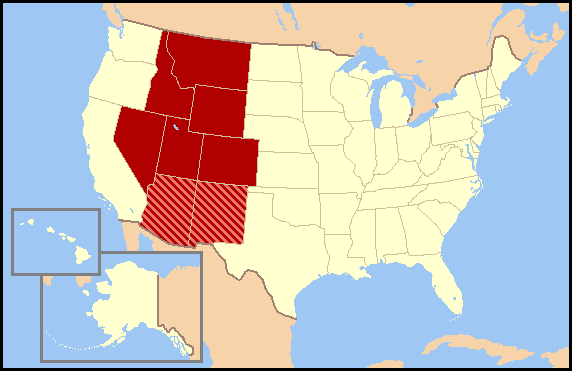
Гірські штати США. Червоним кольором показані штати, які завжди належать до гірських. Заштрихованим червоним кольором показані штати, які, згідно з Бюро перепису населення США, належать до гірських, проте в деяких джерелах можуть належати до інших географічних областях або бути відокремленими

Гірські Штати (англ. The Mountain States), Гірський Захід (англ. Mountain West) — один з 9 географічних підрозділів Бюро перепису населення США та географічний субрегіон в Західній частині США, розташований переважно в Скелястих горах системи Кордильєр. Складається зі штатів Аризона, Колорадо, Айдахо, Монтана, Невада, Нью-Мексико, Юта та Вайомінг. 

## Час
На більшій частині території Гірських Штатів діє Гірський час США (крім Невади, півночі  Айдахо та більшої частини Аризони). 

## Населення
Гірські штати є найменше населеною частиною країни, що історично обумовлено в першу чергу важкопрохідним ландшафтом, а також малопридатним кліматом та ґрунтами для розвитку сільського господарства. У середньому густота населення становить близько 4 осіб на 1 км². Більшість великих міст перебувають на околицях субрегіону (Фінікс, Денвер, Лас-Вегас), проте в центральній частині є невелика частина менш населених міст, таких як Солт-Лейк-Сіті. 

## Економіка
Традиційно в Гірських Штатах розвинений видобуток корисних копалин та тваринництво. У Скелястих горах ведеться видобуток золота, срібла, цинку, свинцю, міді та урану. Колорадо, Вайомінг та Монтана володіють великими запасами нафти, природного газу та вугілля. На сході Гірських Штатів, територію яких займають Великі Рівнини, розвинене сільське господарство. 
Останнім часом активно розвивається туризм і сфера послуг. Переважно туристи відвідують національні парки, розташовані в південній частині штату Юта та гірськолижні курорти штату Колорадо. 